# ジョー・シュローダー
ジョー・シュローダー（Joe Schroeder、1993年6月14日 - ）は、アメリカ合衆国のラグビー選手。

## プロフィール
- アメリカ・インディアナ州インディアナポリス出身[1]。
- ポジションはプロップ(PR)。
- 身長 196cm、体重 108kg

## 略歴
2021年、東京五輪の7人制アメリカ代表に選ばれた。